# Disparomitus horvathi
Disparomitus horvathi är en insektsart som beskrevs av Van der Weele 1909. Disparomitus horvathi ingår i släktet Disparomitus och familjen fjärilsländor. Inga underarter finns listade i Catalogue of Life.